# 宋绍华
宋绍华（1938年5月—），山西汾阳人，中华人民共和国政治人物。

## 生平
1961年，毕业于山西大学，后担任山西大学管理咨询研究室主任。1988年5月加入中国民主建国会。1993年1月山西省政协七届一次会议选举，担任山西省政协副主席。